# 木村美月 (1994年生の女優)
木村 美月（きむら みつき、1994年3月15日 - ）は、東京都練馬区出身の舞台女優。劇作家。阿佐ヶ谷スパイダース所属。三月倶楽部主宰。

## 来歴
9歳時に初舞台を踏む。
2012年、東京都立晴海総合高等学校卒業、立教大学文芸思想専修中退。
2014年虚構の劇団に加入した。
2017年9月7日、虚構の劇団を退団することが発表された。
2018年2月1日、阿佐ヶ谷スパイダースに加入した。
2019年7月に「木村美月の企画」を立ち上げ演劇を上演した。
2024年11月、出演した『蠱毒』が第16回日本映像グランプリ2024転正猟奇賞、第3回日本ホラー映画大賞選考委員特別賞を受賞した。
2025年3月、演劇を上演する自身のユニット「木村美月の企画」を、演劇以外の活動も視野に入れ「三月倶楽部」に改名し、同名の同人誌を発行することを発表した。

## 出演

### 舞台
- 劇団水中ランナー「追想と積木」（2015年12月9日 - 13日、高田馬場ラピネスト）
- ぽこぽこクラブ「世界と戦う準備はできてるか？」（2015年3月25日 - 29日、阿佐ヶ谷アルシェ）
- sleepwalk「ラズベリー」（2016年11月8日 - 14日、APOCシアター）[9]
- 野生児童「純惑ノ詩―じゅんわくのうた―」（2017年8月23日 - 27日、小劇場B1）[10]
- ヒノカサの虜「白檻に触れて、」（2017年12月7日 - 10日、スタジオ空洞）[11]
- オザワミツグ演劇「人を殺して生きている」（2018年6月27日 - 7月3日、花まる学習会王子小劇場）[12]
- オフィス上の空「みどり色の水泡にキス」（2018年10月17日 - 24日、あうるすぽっと）[13]
- ひとりぼっちのみんな「キャンプ荼毘」（2018年11月21日 - 12月2日、STスポット）[14]
- gekidanU「金星」（2019年4月20日 - 29日、アトリエ5-25-6）
- Moratorium Pants「プラヌラ」（2019年6月9日、ひたちなか市文化会館小ホール・14日 - 15日、座・高円寺2）[15]
- はねるみつき「町じゅうのゴミ捨て場にパンダ」（2019年11月16日 - 18日、王子小劇場・27日 - 12月1日、G/Pit）[16]
- 日本劇作家協会「リーディングフェスタ2019 戯曲に乾杯」（2019年12月15日、座・高円寺2）
- 少女東京奇襲「グレイト・ホリデイ」（2019年11月19日 - 22日、シアター711）[17]
- オザワミツグ演劇「貧しく困ってる人よりも優先だ、ゆけーストレス怪獣!（2020年3月4日 - 9日、Geki地下Liberty）[18]
- gekidanU「With Home」『転がって若草』脚本『cooking for』映像出演（2020年12月4日 - 13日、アトリエ5-25-6）[19]
- TOKYOハンバーグ「最後に歩く道。」（2020年12月9日 - 15日、座・高円寺1）[20]
- ゆうめい「娘」（2021年12月22日 - 29日、下北沢ザ・スズナリ）[21][22]
- gekidanU「にづくり」『カレーライスの幼なじみ』脚本（2022年1月29日 - 30日、アトリエ5-25-6）[23]
- ロチュス「成人（仮）」映画『〇月〇日』（2024年2月22日 - 3月4日、新宿 at THEATRE）[24]
- 老若男女未来学園 第3回本公演（エクストリームポジティブ）『アワ・マクベス』（2024年10月3日 - 6日、神奈川県立青少年センター スタジオHIKARI）[25]
- シリコン「パチパチ」（2025年7月29日 - 8月3日、「劇」小劇場）[26]

#### 虚構の劇団（サードステージ）
- 第10回公演「グローブ・ジャングル」再演（2014年4月4日 - 13日、座・高円寺1・17日 - 20日、一心寺シアター倶楽）
- 「ビー・ヒア・ナウ」作・鴻上尚史、演出 深作健太（2014年7月10日 - 21日、シアターグリーン　BIG TREE THEATER）
- 一人芝居＆自主企画発表会2014（2014年10月18日 - 19日、シアター・ミラクル）
- 第11回公演「ホーボーズ・ソング HOBO’S SONG〜スナフキンの手紙Neo〜」（2015年8月25日 - 9月6日、東京芸術劇場シアターウエスト・11日 - 13日、近鉄アート館・17日 - 19日、四国学院大学ノトススタジオ・22日 - 23日、あかがねミュージアム多目的ホール・26日 - 27日、内子座）
- 一人芝居発表会2016（2016年2月27日 - 28日、シアター・ミラクル）
- 番外公演・虚構の旅団 vol.3「青春の門～放浪篇～」原作・五木寛之、脚本・鐘下辰男、演出・千葉哲也（2016年2月3日～17日、SPACE 雑遊）[27]
- 第12回公演「天使は瞳を閉じて」再演（2016年8月5日 - 14日、座・高円寺1・20日 - 21日、あかがねミュージアム多目的ホール・26日 - 28日、AI・HALL・31日 - 9月4日、あうるすぽっと）チハル 役[28]
- 舞台版「ドラえもん「のび太とアニマル惑星」」再演（2017年3月26日 - 4月2日、サンシャイン劇場・7日 - 9日、キャナルシティ劇場・14日 - 16日、刈谷市総合文化センター 大ホール・21日 - 23日、多賀城市民会館・29日 - 30日、森ノ宮ピロティホール）鳥 役[29]

#### 阿佐ヶ谷スパイダース
- 「MAKOTO」（2018年8月9日 - 20日、吉祥寺シアター・25日 - 26日、近鉄アート館・9月1日、新潟市民芸術文化会館・7日 - 9日、KAAT神奈川芸術劇場・29日 - 30日、まつもと市民芸術館）明楽 役[2]
- 「桜姫〜燃焦旋律隊殺於焼跡」(2019年9月10日 - 28日、吉祥寺シアター) 楽隊の若い女・白菊 役[30]
- 「老いと建築」（2021年11月7日 - 15日、吉祥寺シアター・12月4日 - 5日、まつもと市民芸術館）[31]
- 「愛の向田邦子劇場」（2022年11月18日 - 23日、ジンギスカンＧakuya）
- 「ペックとスルメの秘密基地」（2022年11月12日 - 22日、本多スタジオ・2023年2月8日、「劇」小劇場）

#### 三月倶楽部（元木村美月の企画）
- 「まざまざと夢」（2019年7月19日 - 21日、ギャラリーがらん西荻）作・演出・出演[注 1]
- 「幽霊塔と私と乱歩の話」（2023年3月1日 - 5日、小劇場 楽園）作・出演[32][33]
- 「汎愛奇譚集」（2024年3月1日 - 17日、下北沢 スターダスト）『ある不器用な家族の冒険』作『午後の死』作・演出『東京猫』作・出演[34][35][注 2]
- 「センスセンスセンス・オブ・ワンダー」（2025年6月20日 - 29日、OFF・OFFシアター）作・演出・出演[36][注 3]

#### トークライブ
- 『劇的忘年団2016!』～演劇人大集合!年忘れトークライブ＋α!～（2016年12月28日、しもきた空間リバティ）[37]

### ネット配信
- 山河図『蠱毒』（2024年7月13日 - ）

## スタッフ
- リーディングドラマ「ロミオとジュリエット」（2023年8月10日 - 13日、あうるすぽっと）構成[4][注 4]
- タクフェス第11弾「晩餐」（2023年10月7日 - 12月17日、サンシャイン劇場他）パンフレット執筆[38]
- 阿佐ヶ谷スパイダース「ジャイアンツ」（2023年11月16日 - 30日、新宿シアタートップス）演出助手[39]
- 共感革命: 社交する人類の進化と未来（2023年10月24日発売、著・山極壽一）編集協力[40]
- クモラス「CITY」（2025年5月16日 - 25日、Sunshine City SOLARIUM）演出助手[41]

## 同人誌
- 「三月倶楽部」創刊号（2025年5月）[42]

## 連載
- 舞台女優・木村美月「ガラスの積読」